# Святичка

Святичка — река в России, протекает в Галичском районе Костромской области.
Исток находится в урочище Храмки юго-западнее нежилой деревни Личинино в 15 км к юго-востоку от города Галич. Течёт на северо-восток мимо деревень Буносово и Горки. Пересекается железной дорогой Галич-Буй. Впадает в Галичское озеро на заболоченой низине чуть западнее устья Челсмы. Длина реки составляет 14 км.

## Данные водного реестра
По данным государственного водного реестра России относится к Верхневолжскому бассейновому округу, водохозяйственный участок реки — Кострома от истока до водомерного поста у деревни Исады, речной подбассейн реки — Волга ниже Рыбинского водохранилища до впадения Оки. Речной бассейн реки — (Верхняя) Волга до Куйбышевского водохранилища (без бассейна Оки).
По данным геоинформационной системы водохозяйственного районирования территории РФ, подготовленной Федеральным агентством водных ресурсов:
- Код водного объекта в государственном водном реестре — 08010300112110000012427
- Код по гидрологической изученности (ГИ) — 110001242
- Код бассейна — 08.01.03.001
- Номер тома по ГИ — 10
- Выпуск по ГИ — 0